# Salpis clarkei
Salpis clarkei là một loài bướm đêm trong họ Geometridae.